# Osman I
Osman I, Osman Gazi, Osman Bey sau Osman Han (otomană: عثمان باک, Osman Bey, limba turkmenă: Osman Gazi) cu pseudonimul Fahrüddin sau Osmancık (n. 23 august 1258, Söğüt, Provincia Bilecik, Turcia – d. 1 august 1326, Söğüt, Provincia Bilecik, Turcia) a fost fondatorul Dinastiei Otomane și al Imperiului Otoman.

## Biografie
S-a născut în 1258 și a moștenit titlul de bei („guvernator”, în limba turcă bey) de la tatăl său, Ertuğrul (Ertogrul) care la rândul său moștenise titlul de tatăl său (Suleyman Șah). Osman I a devenit în 1281 conducătorul statului Sögüt. Înființarea imperiului își are originea în cucerirea tribului turc Eskenderum și în 1301–1303 a orașului Eskişehir (în turcă: „orașul vechi”), deși Osman declarase independența micului său stat, Principatul Otoman, față de statul selgiucid.
Osman este considerat fondatorul Imperiului Otoman, iar turcii din acest imperiu au fost supranumiți osmanlâi (turcă : osmanlı) până la dizolvarea imperiului, fiind singurul apelativ național recunoscut de aceștia. Ertugrul, tatăl lui Osman, fusese vasal și locotenent al sultanului din Iconium. Osman, după moartea ultimului Alaeddin în 1307, a purtat războaie și a acaparat teritorii ca un stăpânitor pretins independent. Devenise bei sau stăpân al tribului său cu doisprezece ani în urmă, după moartea în 1288 a lui Ertugrul. În realitate însă, este posibil ca cel puțin în prima parte a secolului al XIV-lea să fi fost un vasal al lui Abu Said Bahadur, han al Ilhanatului, așa cum reiese din unele emisii monetare.

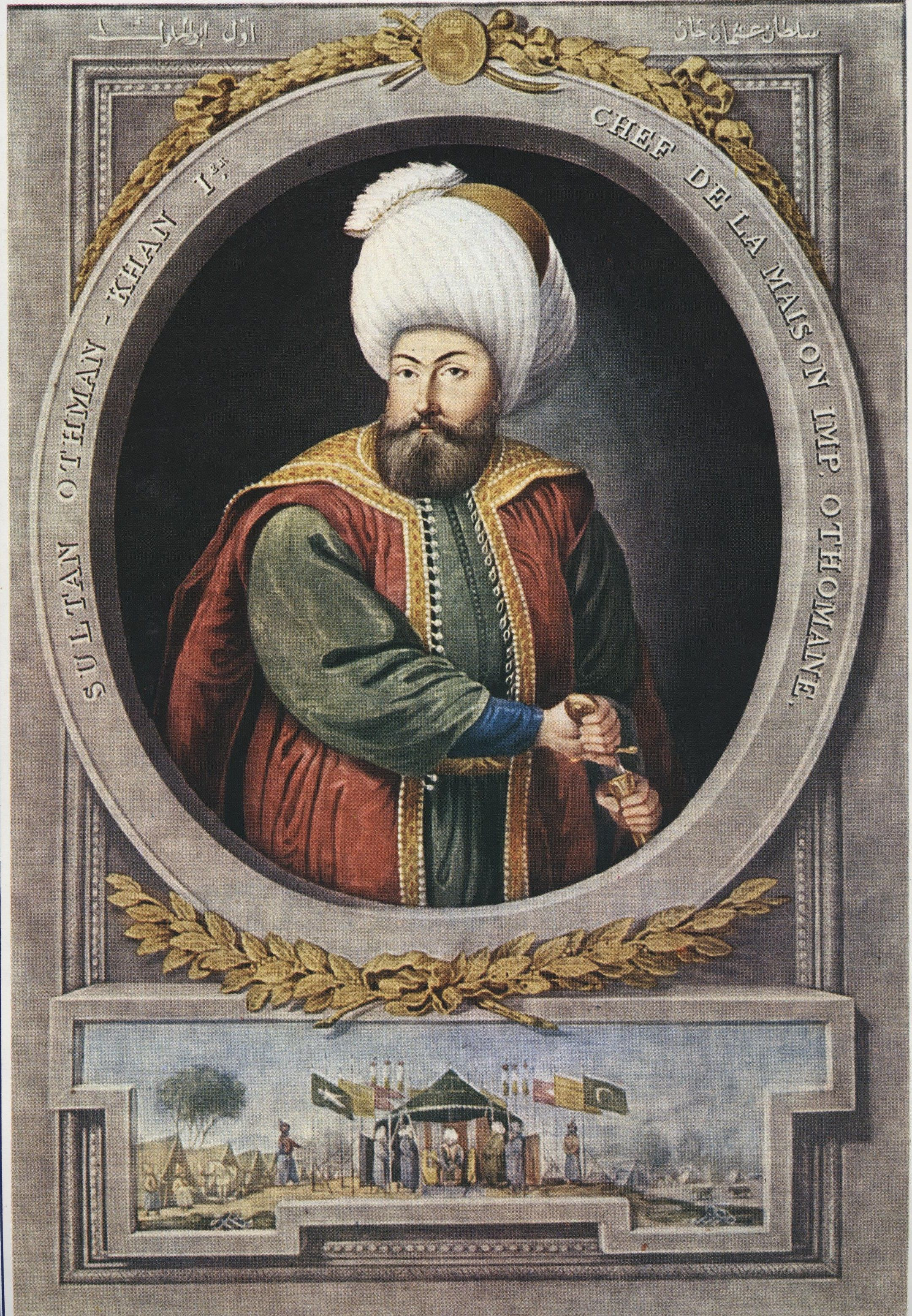

În anul 1289, Osman a asediat și apoi a cucerit cetatea Melassghio (Karahisar). În urma acestui fapt, a fost onorat de sultanul selgiucizilor, Alaeddin  al II-lea, cu rangul de emir, primind în dar această cetate.
Emirul Osman a cucerit apoi cetățile Vilocamu (Bilecik) și Niceea (Iznik). (Mehmet Ali Ekrem, op. cit.). După cucerirea Niceii și-a stabilit temporar reședința în orașul Yenișehir (Anatolia de vest), ca de acolo să atace Brusa (Bursa), a cărei cucerire o dorea foarte mult.
În anul 1300 statul selgiucid a fost împărțit în zece provincii autonome, dintre care una îi aparținea lui Osman, care devine astfel conducător independent.
După multe victorii în Asia Mică împotriva forțelor bizantinilor, Osman, suferind de reumatism, s-a retras în capitala Yenișehir, unde a murit în anul 1326.
Puțin înainte de moartea lui, fiul său Orhan I (sau Orhan Gazi)  a cucerit orașul Brusa, pe care l-a transformat în capitala statului otoman. Mormântul lui Osman se află în acest oraș.
Osman avea 24 de ani când a devenit lider și își dovedise aptitudinile de conducător militar și administrativ. Primele bogății și incursiuni sunt subiecte favorite ale scriitorilor orientali, îndeosebi în poveștile de dragoste privind relația cu frumoasa Mal Hatun.
Istoricii otomani relevă adesea semnificația profetică onomastică, Osman însemnând „zdrobitorul de oase”, simbolizând energia cu care el și succesorii omonimi au arătat-o în secolele de cuceriri care au urmat. Numele este dat și unei mari specii de acvile, numite și vultur regal, simbol în heraldică pentru suveranitate și puterea militară în est.
Osman este lăudat de scriitorii orientali pentru frumusețea fizică și pentru „minunata lungime și putere a brațului său”. Aidoma lui Artaxences Longimanus din dinastia persană antică și Liu Bei din Romanță a celor Trei Regate, căpetenia muntenilor cântată de Wordsworth, se spune că Osman era în stare să-și atingă genunchii cu mâinile în timp ce stătea în poziție verticală. Scrierile îl prezintă ca neîntrecut în călărie. Vestimentația îi era una simplă, în tradiția primilor războinici ai Islamului; ca aceștia, Osman purta un turban din pânză de in albă și deasă, înfășurat în jurul unei tichii de culoare roșie. Purta caftan monocolor cu mâneci largi, deschise.

## Familie

### Consoarte
- Rabia Bala Hatun (d. January 1324). Fiica lui Sheikh Edebali.
- Kameriye Malhun Hatun (ca. 1258-1324). Fiica lui Ömer Abdülaziz Bey
- Fülane Hatun. Osman s-a îndrăgostit când era foarte tânăr de către o fată săracă. Când ea i-a respins cererea în căsătorie, crezând că este o glumă, Osman a răpit-o și a făcut-o concubina lui.

### Fete
- Fatma Hatun (1284, Söğüt – 1347, Bursa). – cu Malhun Hatun

### Băieți
- Fülan Bey (n. inainte de 1281)  – cu Fülane Hatun
- Orhan I (1281–1362). Al doilea sultan al Imperiul Otoman – with Malhun Hatun.
- Alaeddin Erden Ali Pasha (c. 1281 – 1331). Guvernatorul Orașului Bilecik– with Rabia Bala Hatun
- Çoban Bey (1283–1337)
- Pazarlı Bey (1285 – ?)
- Murad Arslan Melik Bey (1290–1336)
- Savcı Bey

## Legături externe
Materiale media legate de Osman I la Wikimedia Commons
| | Sultani ai Imperiului Otoman |                        |                   |                       |                   |                   |
| Ascensiunea (1299 – 1453) Osman I Orhan Gazi Murad I Hudavendighiar Baiazid I Ildârâm Mehmed I Celebi Murad al II-lea Mahomed al II-lea Propășirea (1453 – 1683) Baiazid al II-lea Selim I Soliman I Selim al II-lea Murad al III-lea Mehmed al III-lea Ahmed I Mustafa I Osman al II-lea Murad al IV-lea Stagnarea (1683 – 1827) Ibrahim I Mehmed al IV-lea Suleiman al II-lea Ahmed al II-lea Mustafa al II-lea Ahmed al III-lea Mahmud I Osman al III-lea Mustafa al III-lea Abdul Hamid I Selim al III-lea Mustafa al IV-lea Mahmud al II-lea Declinul (1828 – 1908) Abdul-Medjid Abdul-Aziz Murad al V-lea Abdul-Hamid al II-lea Mehmed al V-lea Destrămarea (1908 – 1923) Mehmed al VI-lea |                              |                        |                   |                       |                   |                   |
| Ascensiunea (1299 – 1453) |                              |                        |                   |                       |                   |                   |
| Osman I | Orhan Gazi                   | Murad I Hudavendighiar | Baiazid I Ildârâm | Mehmed I Celebi       | Murad al II-lea   | Mahomed al II-lea |
| Propășirea (1453 – 1683) |                              |                        |                   |                       |                   |                   |
| Baiazid al II-lea | Selim I                      | Soliman I              | Selim al II-lea   | Murad al III-lea      | Mehmed al III-lea | Ahmed I           |
| |                              | Mustafa I              | Osman al II-lea   | Murad al IV-lea       |                   |                   |
| Stagnarea (1683 – 1827) |                              |                        |                   |                       |                   |                   |
| Ibrahim I | Mehmed al IV-lea             | Suleiman al II-lea     | Ahmed al II-lea   | Mustafa al II-lea     | Ahmed al III-lea  | Mahmud I          |
| Osman al III-lea | Mustafa al III-lea           | Abdul Hamid I          | Selim al III-lea  | Mustafa al IV-lea     | Mahmud al II-lea  |                   |
| Declinul (1828 – 1908) |                              |                        |                   |                       |                   |                   |
| | Abdul-Medjid                 | Abdul-Aziz             | Murad al V-lea    | Abdul-Hamid al II-lea | Mehmed al V-lea   |                   |
| Destrămarea (1908 – 1923) |                              |                        |                   |                       |                   |                   |
| |                              |                        | Mehmed al VI-lea  |                       |                   |                   |